# D986 (Lozère)
De D986 is een departementale weg in het Franse departement Lozère. De weg zorgt voor een noord-zuidverbinding tussen Balsièges vlak bij Mende en de Cevennen. Onderweg doorkruist de D986 drie rivierdalen - in de vorm van de Bramont, de Tarn en de Jonte - en twee causses (kalksteenplateaus), waarmee de weg enorme hoogteverschillen kent.

## Routebeschrijving
Vanuit het zuiden gezien begint de weg op een kruising met de D47 nabij Lanuéjols, als verlengde van de D986 in het departement Gard. De weg daalt af naar de Gorges de la Jonte, waar een smalle doorgang door het stadje Meyrueis plaatsvindt. Men steekt de rivier Jonte met een brug over, waarna men de plaats en daarmee ook de Gorges de la Jonte verlaat. Binnen korte tijd stijgt de D986 van 600 naar circa 1000 meter hoogte, waar de Causse Méjean ligt. De Aven Armand wordt op een kilometer gepasseerd. De weg steekt gedurende zo'n 20 kilometer het relatief vlakke kalksteenplateau over, doet onderweg enkele departementale wegen aan en daalt vervolgens weer steil af tot 400 meter boven zeeniveau naar de Gorges du Tarn. Hier ligt de toeristische plaats Sainte-Enimie. De D986 steekt hier de Tarn over en doorkruist het westelijke deel van het dorp. Vervolgens volgt opnieuw een steile klim naar de Causse de Sauveterre. Ook dit plateau ligt weer op ongeveer 1000 meter hoogte en is vrij vlak. Na 20 kilometer in een recht tracé over de causse daalt de weg andermaal af naar het dal waar de Bramont en de Lot samenvloeien. De D986 steekt de Bramont over, waarna de weg in Balsièges eindigt op een T-splitsing (voorrangskruispunt) met de N106. Deze weg voert in noordelijke rijrichting verder naar Mende (iets later overgaand in de N88) en in zuidelijke richting naar Alès.
Een ander deel van de D986 ligt in het departement Hérault. Deze tracés maken allemaal deel uit van een interdepartementale route D986, die van Montpellier naar Mende loopt.